# MEREMANOID 〜マーメノイド〜
『MEREMANOID 〜マーメノイド〜』は、エクシング (XING) から1999年8月5日に発売されたPlayStation用RPG。2017年11月22日よりゲームアーカイブスにて配信開始。
キャラクターデザインは山田章博、シナリオは寺田憲史。オープニングCGはヨーロッパ「IMAGNA’99」にてゲーム部門第3位を獲得した。
登場人物全員が人魚、男性が存在しない女性だけの世界という特異な世界観を持つ。

## ストーリー
舞台は女性の人魚たちの世界マーメノイア。その辺境の村に住む主人公アーディンは、不思議な指輪を拾ったことから事件に巻き込まれ、アーディンに隠された謎やマーメノイアの秘密を解き明かしていく。

## 登場人物

### パーティーメンバー
蒼き髪のアーディン
主人公。特異な蒼い髪を持つ。当初は記憶喪失だが、自分自身を求めて旅立つ。パーティーメンバーの中では唯一の男性。
流麗なる短剣セーラ
赤毛の賞金稼ぎ。アーディンを気に入り、その旅に同行する。
祝福されしティアラ
マーメノイアの首都メーエリアの王女。
街の情報屋ルーク
メーエリアの情報屋。
心優しき拳モーガ
鉱山の街バルデスの鉱婦。騎士になることを夢見ている。
信頼深き刃オルガ
モーガの妹。姉とは対照的にしっかり者。

### 協力者
悲しき瞳ディアーネ
アーディンの母（実際は養母）。
ムーン
セーラの親友である巨大なシャチ。

### キーキャラクター
静かの海のマーサ
マーメノイアきっての令嬢であり、ジハイド卿の末娘。ティアラの親友。アーディンに一目惚れしてしまう。

## 関連アイテム

### 書籍
- 攻略本
  - マーメノイド公式ガイドブック ワンダーライフスペシャル（小学館）
  - 超攻略本ゲームの歩き方 マーメノイド（徳間書店）
- 画集
  - マーメノイド アートブック（新紀元社）
  - 山田章博の世界 ファンタジー アートワークス（ソフトバンククリエイティブ）

### CD
- マーメノイド オリジナルサウンドトラック（アブソードミュージックジャパン）

### テレビアニメ
- 1997年に『深海伝説MEREMANOID』のタイトルでテレビアニメ版が製作され、テレビ朝日で放送された。詳細はリンク先を参照。